# テバイス
テバイス（テーバイス、ギリシャ語：Θηβαΐς）またはテバイド（テーバイド、ギリシア語：Θηβαΐδα）とは、アビドスからアスワンまでの上エジプトの最も南にある13のノモスから成る古代エジプトの地方のこと。
プトレマイオス朝には、テーバイドは、紅海とインド洋の航海の監督責任もある、テーベのエピストラテゴスの下にある単一の行政区域だった。
ローマ帝国の時代、ディオクレティアヌスはテバイス属州を作り、ローマ軍団のLegio I MaximianaとLegio II Flavia Constantiaによって守備された。後に、テーベに都をおく南半分のThebais Superiorと、Ptolemais Hermiouに都を置く北半分のThebais Inferiorに分割された。
砂漠になって以降、5世紀頃、テーバイドは多数のキリスト教隠者の隠退所になった。キリスト教美術においては、テーバイドは多くの修道士のいる場所として描かれた。